# Tanc
Pour les articles homonymes, voir Perrot.
Tanc, né Tancrède Perrot le 11 mai 1979 à Paris, est un artiste français, compositeur de musique électronique, dessinateur et graffeur.

## Biographie
Tanc a reçu une formation à l'École supérieure d'arts graphiques Penninghen à Paris puis devient graphiste chez Agnès b..
En mars 2013, il participe au « Mois de la francophonie » à Beyrouth à l'Institut français du Liban.

## Style
Tanc « se démarque des graffeurs traditionnels par une œuvre essentiellement basée sur le trait, tout en privilégiant la spontanéité ». Une partie de son œuvre s'appuie sur la calligraphie.

## Expositions
- 2010, Time lines, New Square Gallery, Lille[1] ;
- 2011, Soirée Pampero & Tanc, Art Élysées (Tanc a « designé » une bouteille du rhum vénézuélien Pampero)[5] ;
- 2011, Retrospective 2010-2011, David Bloch Gallery, Marrakech[6] ;
- 2014, Automatism, galerie Wallworks (Paris Xe)[7].

Tanc a également exposé à New York (Catherine Ahnell Gallery), en Angleterre (The French Art Studio), en Allemagne (Skalitzers Contemporary Art).

### Liens et documents externes
- Ressource relative aux beaux-arts :   - Delarge
- Fotolog de Tanc